# Liste von Bergen und Erhebungen in der Republik Moldau
Diese Liste von Bergen und Erhebungen in der Republik Moldau nennt, der Höhe nach geordnet, die höchsten Erhebungen in der Republik Moldau. Der höchste Punkt des überwiegend flachen Landes ist der Dealul Bălănești („Bălănești-Hügel“) mit 429 Metern Höhe. Aufgelistet sind hier die sieben höchsten Erhebungen Moldaus, das sind alle Erhebungen über 300 Meter.

## Die höchsten Erhebungen in der Moldau

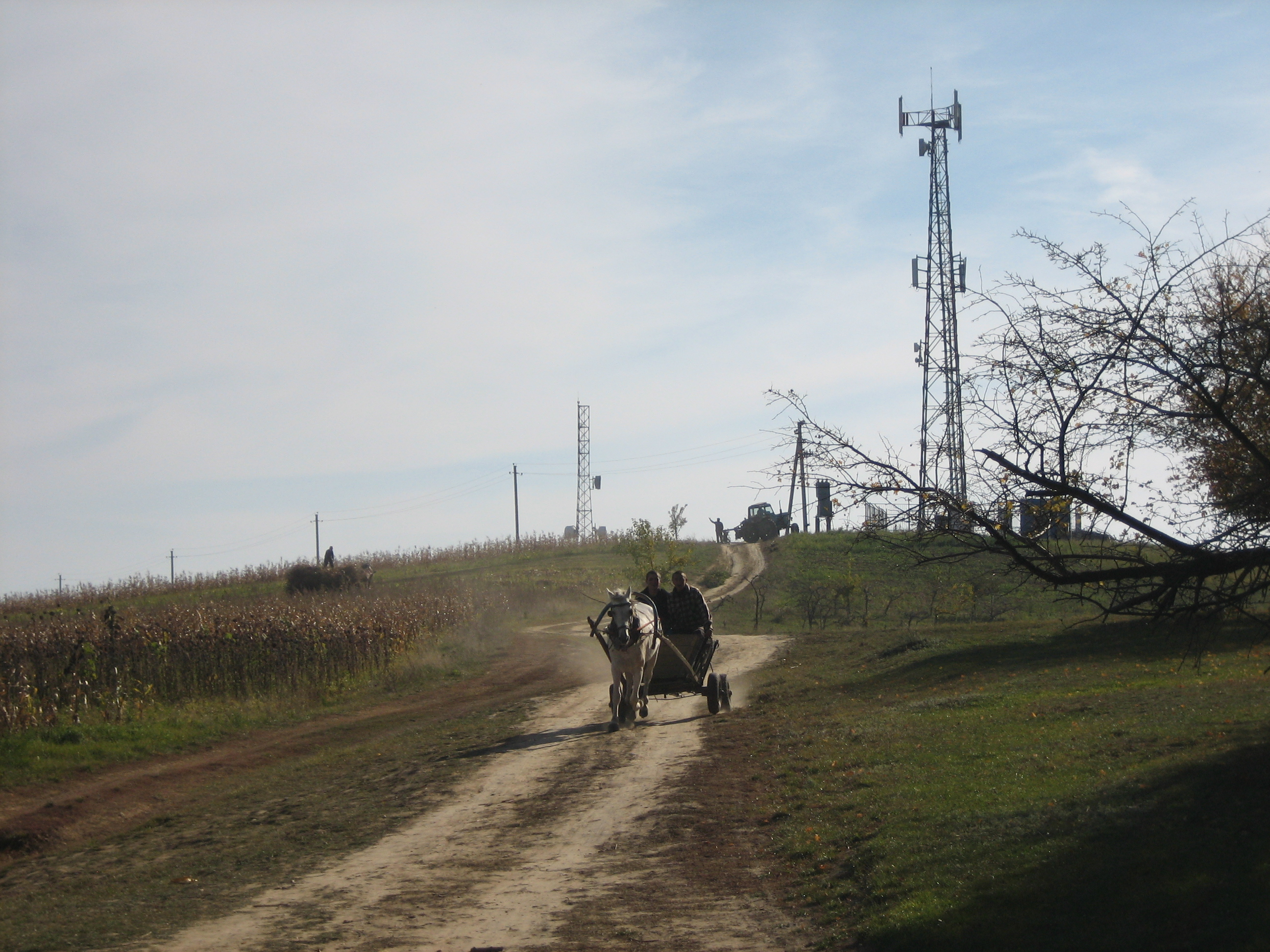
Dealul Bălănești, Gipfel

1. Bălănești (429 m)
2. Veverița (407 m)
3. Măgura (389 m)
4. Vădeni (347 m)
5. Rădoaia (340 m)
6. Visoca (330 m)
7. Lărguța (301 m).